# Аптер Яків Михайлович
А́птер Я́ків Миха́йлович (30 листопада 1940, Горький — 18 листопада 1993, Білоглинка) — народний депутат України 1-го скликання.

## Біографія
Яків Аптер народився 30 листопада 1940 в місті Горький, РРФСР, в єврейській родині. В чотири роки він осиротів і виховувався в дитячих будинках. З 1956 року Яків Аптер був учнем слюсаря, а потім і сам працював слюсарем у 8-му Державному підшипниковому заводі міста Харкова. У 1959 році він почав відбувати службу в армії, після якої знову працював слюсарем вказаного заводу. З 1963 до 1968 Яків Аптер навчався в Горьківському інституті інженерів водного транспорту і придбав спеціальність інженеру-суднобудівника. Наступні п'ять років він працював за спеціальністю на Керченському суднобудівному заводі ім. Б. Є. Бутоми.
Від 1973 року Яків Аптер обіймав посаду заступника начальника виробничо-диспетчерського відділу Керченського судноремонтного заводу, а з 1975 року — заступника начальника Керченського металургійного заводу імені Войкова. На цьому підприємстві він залишився і став спочатку начальником виробничого відділу, а у 1987 році й директором.
Напередодні виборів до Верховної ради УРСР в березні 1990 року робочий колектив Керченського металургійного заводу висунув Якова Аптера кандидатом на посаду Народного депутата України від кримського виборчого округу № 246 («Керченський»). У другому турі, який відбувся 18 березня, Яків Аптер набрав 74,92 % голосів виборців і отримав таким чином депутатський мандат.
- Республіка Крим
- Керченський виборчий округ № 246
- Дата прийняття депутатських повноважень: 15 травня 1990 року.
- Дата припинення депутатських повноважень: 19 листопада 1993 року.

У Верховній Раді Яків Аптер входив до групи «Промисловці» та працював у Комісії з питань економічної реформи і управління народним господарством. Але він також брав активну участь у кримській політиці.
Так, наприкінці 1992 року Яків Аптер та його кримський колега Сергій Куніцин провели установчу конференцію їх майбутньої, суто кримської партії. На конференції було вирішено створити оргкомітет та прийняти назву партії — «Союз підтримки Республіки Крим» (СПРК). 1 жовтня наступного року в Керчі пройшов установчий з'їзд СПРК, який обрав Якова Аптера головою цієї політичної сили.
18 листопада 1993 Яків Аптер прямував в автомобілі «Волга» з сімферопольського аеропорту до Сімферополя, де на нього чекала політрада СПРК. Але біля села Білоглинка (траса Євпаторія — Сімферополь) авто потрапило у дорожньо-транспортну пригоду і Яків Аптер разом з водієм та чотирма соратниками трагічно загинув. 23 листопада він був похований на одному з керченських цвинтарів.